# Азильханов, Марат Алмасович
Марат Алмасович Азильханов (3 января 1965, г. Казалинск, Кызылординская обл., Казахская ССР) — казахстанский государственный и политический деятель. Заместитель Председателя Ассамблеи народа Казахстана, заведующим Секретариатом Ассамблеи народа Казахстана Администрации Президента Республики Казахстан (с 21 апреля 2021 г).

## Трудовая деятельность
Врач-хирург, г. Кызылорда (1988—1992);
Служба в органах национальной безопасности Республики Казахстан (1992—2011);
Заместитель председателя Агентства Республики Казахстан по делам религий (2011—2013);
Председатель Агентства Республики Казахстан по делам религий (2013—2014);
Вице-министр культуры и спорта Республики Казахстан (2014—2016);
Ответственный секретарь Министерства по делам религий и гражданского общества Республики Казахстан (10.2016-07.2018);
Ответственный секретарь Министерства общественного развития Республики Казахстан (02.07.2018-06.03.2019);
Вице-министр информации и общественного развития Республики Казахстан (04.2019-21.04.2021)
Заместитель Председателя Ассамблеи народа Казахстана, заведующим Секретариатом Ассамблеи народа Казахстана Администрации Президента Республики Казахстан (с 21 апреля 2021 г).

## Прочие должности
- Уполномоченный по продвижению целей и задач Съезда лидеров мировых и традиционных религий (2013—2016, с 2019);
- Национальный координатор Альянса цивилизаций ООН в Республике Казахстан (2013—2016, с 2019).

## Награды и звания
- Орден «Құрмет» (2016);
- Почетная грамота Республики Казахстан (2001);
- Благодарность Президента Республики Казахстан (2010);
- Медаль: «Жауынгерлік ерлігі үшін» (2009);
- Юбилейные медали: «Астананың 10 жылдығы» (2008), «Қазақстан Республикасының Тәуелсіздігіне 20 жыл» (2011), «Қазақстан Республикасының Конституциясына 20 жыл» (2015), «Қазақстан халқы Ассамблеясына 20 жыл» (2015), «Қазақстан Республикасының Тәуелсіздігіне 25 жыл» (2016), «Астана 20 жыл» (2018)